# Dzsivan Gaszparján
Dzsivan Gaszparján (örményül:  Ջիվան Գասպարյան, oroszul: Дживан Арамаисович Гаспарян / Dzsivan Aramaiszovics Gaszparjan, Szolak, 1928. október 12. – 2021. július 6.), örmény muzsikus, zeneszerző, hangszere egy örmény népi hangszer, a duduk, amelynek világhírű játékosa.